# Kaluđerovo (Babušnica)
Kaluđerovo (em cirílico: Калуђерово) é uma vila da Sérvia localizada no município de Babušnica, pertencente ao distrito de Pirot, na região de Lužnica. A sua população era de 188 habitantes segundo o censo de 2011.

## Demografia
| 1948 | 1953 | 1961 | 1971 | 1981 | 1991 | 2002 | 2011 |
| ---- | ---- | ---- | ---- | ---- | ---- | ---- | ---- |
| 839  | 857  | 723  | 628  | 505  | 392  | 273  | 188  |